# キューティー鈴木
キューティー鈴木（キューティーすずき、本名：原嶋 由美 - はらしま ゆみ、旧姓：鈴木、1969年10月22日 - ）は、日本の元女子プロレスラー、タレント・女優。埼玉県出身、川口市立十二月田小学校、川口市立十二月田中学校卒業、川口市立川口女子高等学校中退。

## 人物
愛らしい容姿からアイドルレスラーとして人気を集めた。試合だけにとどまらず歌、ドラマ、映画、CM、グラビア、バラエティ番組など多方面で活躍、トークショーなど各種イベントにもひっぱりだこで絶大な知名度を誇った。『爆報! THE フライデー』（2016年7月22日放送、TBSテレビ）では女子プロレスラー史上最高の美女と紹介された。
現役時代は身長155cm、B86cm、W66cm、H90cm、体重55kg。血液型はAB型。
女力道山と言われた大森ゆかり（元全日本女子プロレス）をプロレスラーとしての目標とし、ライバルは尾崎魔弓である。
師である山本小鉄の「思いやりのある人間になれ。」という教えに感銘を受け、後輩への指導やインタビューでたびたび引用する。
雑誌では、技を掛けられて苦悶の表情を浮かべる写真が多く使用され、当時のキューティーのイメージとして定着する。男性ファンからは、「そのやられっぷりがいい」と支持され、弱いイメージも持たれるが、受け身のうまさと打たれ強さには定評があり、尾崎魔弓は「あのケガに対する強さは持って生まれた才能だと思う。」と語っており、引退まで大きな怪我はなかった。
プロレスラー時代の趣味は、犬の散歩とファミコン。特に『ドラクエ』に熱中し、『女子プロレスグランプリ』（ソニー・マガジンズ）ではゲームに関するコラムを寄稿していた。ゲームソフトの新作が発売されると、弟に寮まで届けさせることもあった。
アイドル雑誌を好み、特に『DUNK』（集英社）と『BOMB』（学研）を愛読していた。好きな芸能人は永井真理子、近藤真彦、織田裕二、瀬能あづさ、三上博史。歌番組で近藤真彦と共演した際は感激していた。
引退後も含め、14冊の写真集を出版している（女子プロレスラー最多）。最終的にヘアヌードまで披露しており、「個人的にはギリギリで行きたかったけど押しに弱いから。」とカメラマンの要求を断れなかった旨を述懐している。レズビアンを彷彿させる尾崎との写真集（『赤い糸』サン出版）の撮影では、カメラマンから「抱き合ったみたいなのやってみようか。」との要求に対し、当初は共に「嫌だ、冗談じゃない!」と抵抗したという。
小学4年生の頃から母の薦めで箏を習い始め、中学卒業まで続けていた。

## 経歴

### デビュー前
1969年10月22日、埼玉県川口市生まれ。三つ上の兄、四つ下の弟に囲まれて育つ。小学生の頃、全盛期だったビューティーペアのファンとなり、漠然とプロレスラーになりたいと思い始める。中学3年の頃、クラッシュギャルズの登場で、クラス中に女子プロブームが巻き起こるも、鈴木だけは大森ゆかりを応援する。友人と初めて生観戦したクラッシュギャルズの試合をきっかけにプロレスラーになることを決意した。周囲にプロレスラーへの夢を語るも、本気と捉えた人は少なかったという。
高校受験直前の1985年1月15日、フジテレビのスタジオで全日本女子プロレスのオーディション（受験者二千人）を受ける。応募条件は身長160cm以上だったため（本人は155センチ）、身長・体重ともに履歴書の数字をごまかし、体を大きく見せるため肩にタオルを入れた写真を用意した。それ以前にも身長を伸ばす機材などを通信販売で購入したが、結果的に1cmも伸びなかったという。第一次審査は前転、後転ならびに平均台に上がるだけという簡単なものであったが落選。相当なショックを受け、翌日学校を休むほど落ち込んだ。悔しさのあまり全女の事務所へ抗議電話やいたずら電話をしたと後に告白している。
1985年4月、川口市立川口女子高等学校へ入学。中学時代から続けていたハンドボール部へ入部したが、夏休みの合宿後、顧問の教師と喧嘩になり退部。プロレスラーになるべく近所の柔道場に通い始めるも、柔道は全くプロレスの役に立たなかったと後に語っている。同年10月、クラスメイトに女子プロを目指していたムーン章子がいたため、共に全女オーディションに応募する。鈴木にとっては二度目となったが今度は書類審査で落とされた。
1986年3月、ジャパン女子プロレスの旗揚げを友人から聞き、腕立て、腹筋、スクワット等の実技によるオーディションとジャッキー佐藤との面接を経て合格。両親は「せめて高校を卒業してから」と説得するも、反対を押し切り入門を果たす。しかし、高校中退に反対する教師との間で学校を辞める話がまとまらず、当初は放課後のみ練習場に通うこととなる。当時の練習生の中で、鈴木と同じく川口から通っていたのが尾崎魔弓だった。その他、同期にはハーレー斉藤、エデン馬渕、イーグル沢井、ダイナマイト関西らがいる。一学年終了を待って高校を中退。尾崎と待ち合わせて寮へ向かうが、もう後戻りできない不安感から電車の中で人目もはばからず共に泣いたという。

### ジャパン女子プロレス時代
1986年、四天王と呼ばれたジャッキー佐藤、ナンシー久美、風間ルミ、神取忍以外は全員新人という状況でジャパン女子プロレスが発足。ここで鈴木は山本小鉄、グラン浜田の教えを受ける。FMW旗揚げ前の大仁田厚も指導に当たるが、選手たちは大仁田に対して快く思っておらず、鈴木本人も「大嫌いでした!」と後年のインタビューで答えている。
リングネームの名付け親は秋元康。アップル鈴木、キウイ鈴木などの候補もあったが、キューティーというリングネームも含め、本人は不服だった。
鈴木はスポ根ドラマのような、女性同士の美しい友情に支えられた世界を想像していたが、現実との大きなギャップに衝撃を受けたという。練習の厳しさと、気性が激しいレスラー同士の人間関係に耐えかね「もう辞めたい。」といった旨の電話を一度だけ母親にしている。次第に能力の優劣でグループ分けがなされ、劣っていた鈴木は、しばらく受け身の練習ばかりさせられた。8月の旗揚げ戦に向け、優等生グループを中心に練習が組まれるようになっていく。キューティーは食事作りや裏方仕事を任されるようになり、このままデビューできずに終わるのではと、焦りを感じ始める。
1986年8月17日、ジャパン女子が後楽園ホールで旗上げ。鈴木のデビューはおあずけとなり場内整理係をする。
1986年9月19日、徳島市立体育館で、対プラム麻里子戦でデビュー、フォール負け。
ジャパン女子は観客動員数が芳しくなく、半年ほど無給に加え試合も月に一度、後楽園ホールのみという状況だったためプラム麻里子と飲み屋でアルバイトすることもあったという。地方巡業では選手の数が客数を上回ることもあったほどで、売店に立ちグッズを売らなければ、宿泊所も食事代もないという状況も経験する。
プラム麻里子とはファイティング・ドールズというタッグチームを結成するが、さしたる結果も残せず自然消滅した。
尾崎魔弓との抗争が次第に白熱し、いじめる尾崎と耐えるキューティーの構図が観客から好評を博す。スポーツ紙や芸能メディアも取り上げはじめ、メイン以上に大きく扱われるようになった。当時はライバル扱いされた二人だが、尾崎曰く鈴木は弱いのでライバルではないと眼中に無かったという。
ジャパン女子は大手芸能事務所と提携しており、全国的に人気のある選手を育てなければ団体経営が危ぶまれるということで、当初は風間ルミとエデン馬渕を芸能関係へ売り出そうと画策していた。しかし、エデンが早々に引退してしまい鈴木を売り出すこととなる。
1989年、『週刊ヤングジャンプ（7月20日号）』（集英社）の表紙を単独で飾り、その週発売の各プロレス専門誌で「女子プロレスラーがメジャーな全国誌の表紙への登場をはたした記念すべき日」と書き立てられた。歌手としてもデビューを果たし、リング上で歌を披露。ラジオ番組のレギュラー獲得や写真集出版、ドラマ出演に加え、イメージビデオもヒットするなど一気に人気爆発となる。しかし本人は練習する時間が減り体の動きが悪くなること、道場では周囲から孤立したような違和感を抱き、タレント活動が嫌で仕方なかった。アイドルレスラーと呼ばれることも苦痛だったと後に語っている。労働省の『ほっとweek』という有給休暇取得推薦のポスターにも起用されるが、本人の状況は「年365日中364日は働いてた。睡眠時間も3〜4時間くらい。試合がオフの時は芸能の仕事をして巡業先まで仕事が入ってる。」といった皮肉なものであった。「名前が売れれば売れるほど周りが離れていく」「試合ギリギリに会場に入って、試合が終わったらすぐ次の（芸能の）仕事に行く」という中で、妬んだ対戦相手からの容赦ない攻撃を幾度も受けたという。『週刊ゴング』（日本スポーツ出版社）は雑誌が売れるとの理由から毎週のように取り上げており、風間ルミは、なぜキューティーばかり載せるのかと苦言を呈したという。しかし、鈴木としては、他の選手は休めるのに自分は休めないなどで、辞めたいという思いは相変わらずであった。
1989年1月5日、後楽園ホールにてバトルロイヤルで優勝、100万円を獲得。
1990年、ジャパン女子プロレスMVPを受賞する。
『週刊現代（1990年2月3日号）』（講談社）の表紙になる。
1990年12月26日、新日本プロレス（浜松アリーナ）のテレビ中継での解説席にゲストとして招かれる。
1991年10月10日後楽園ホールでザ・スコルピオンとマスカラ・コントラ・カベジェラ（一方はマスク、もう一方は毛髪を賭ける試合形式）を行う。これは8月30日のタイトルをかけた試合で敗北した際、自ら毛髪を賭けての再戦を直訴したもの。会場は人気アイドルレスラーが丸坊主にされる場面に立ち会いたい観客で超満員となる。場内にはヘアサロンのスタッフが待機しているとのアナウンスも流れたが、エビ固めで勝利し、レスラーキャリア5年目にして初のシングルベルトを腰に巻き、涙を流した。
しかし、キューティー鈴木の人気をもってしても団体の経営状況は改善しなかった。1992年1月26日、熊谷大会を持ってジャパン女子は解散、試合後仲間たちと抱き合い泣き崩れる。鈴木は、一旦プロレスを辞めることを決意。そのまま芸能人になるつもりもなかったが、事務所に所属選手全員が呼ばれた際、風間ルミが立ち上げるLLPWに行く選手と、残留する選手の二つに分かれ、尾崎に促されるまま残留組であるJWP女子プロレスの旗上げに参加することになる。夢を叶えたことでプロレスへの情熱もさめ、高校卒業の資格取得や、専門学校で学び別の仕事に就くことも考えたが、残った選手たちの熱量に圧倒され、自分だけ抜けますと言い出せなかったという。風間から勧誘されなかったのはショックだったとものちに語っている。

### JWP女子プロレス時代
1992年4月3日、JWP女子プロレスが旗上げ（所属選手8名）。選手数の少なさは1日2試合こなすなどしてカバーする。後楽園ホールでの旗揚げ戦では、宿敵の尾崎魔弓と新人以来4年9ヶ月ぶりにタッグを組み、関西、福岡晶組から勝利を奪う。当時の鈴木にははっきりと自覚が芽生え、「それまでは自分の仕事だけをすればいいという考えでしたが、この団体は私が引っ張っていかなければという意識を持つようになりました」と語っている。4月11日、後楽園ホールで空手家の桑原三佳（誠心会館）と生涯唯一の異種格闘技戦で腕挫十字固で余裕の勝利。この頃には横浜のスーパータイガージムを訪れ、佐山聡の指導も受けている。
1993年には女子プロレス界に対抗戦ブームが勃発。鈴木は当初関心を示さなかったが、アイドル対決と呼ばれた井上貴子との試合にライバル心を燃やす。全女との試合では「同じプロレスなのに組み方や間のとり方が全然違う。」という違和感をむしろ楽しんだという。11月、元クラッシュギャルズの長与千種の復帰戦でタッグパートナーを務め、翌1994年3月13日には、シングルで初対戦するが、48秒で敗北。4月10日、後楽園ホールにてコマーシャルで人気者になったレジー・ベネットとタッグを結成、以後たびたび二人はタッグを組むことになる。
1994年11月20日の東京ドームで行われた『憧夢超女大戦』では井上貴子と越境タッグを組み工藤めぐみ、福岡晶組と対戦。26、27日には尾崎と共にアメリカ、バージニア州でのWCWの試合に遠征、ブル中野、北斗晶組と2連戦をこなす。北斗とは初対戦であった。
1995年5月14〜16日、JWPの中国遠征で北京市と天津市で、6月3〜5日の韓国遠征で釜山市、光州市で試合をする。
この時期、「私の新人指導は厳しいですよ。優しいだけでは結局、彼女たちのためにならないから徹底的にしごいてやります。」と厳しい指導者的な役割も担った。同じ頃から、インタビューでは「デビル雅美、関西にシングルで勝ちたい。」と二人をしきりに意識した発言をするようになる。
1995年6月16日両国国技館での対ボリショイ・キッド戦にて、生涯で一度のマスク着用による試合を行う。純白のタイガーマスクに似たデザインであった。12月24日には、後楽園ホールでのデビュー10周年記念試合を行う。
当時のJWPは、大塚製薬がスポンサーであったため、リング上でオロナミンCドリンクやジャワティーを一気飲みするなど宣伝に努めた。
次第に引退を考え始めていたが、1997年8月、盟友であるプラム麻里子がリング上のアクシデントで亡くなるという事故が起き、もう少し会社のために頑張らなくてはと思いとどまる。事故後、「彼女がやり残した分までプロレスをやっていきます。いつもどこかにいると思うからプラムに怒られないように頑張っていきたい。」とのコメントを残した。
1998年10月15日、引退を正式表明。12月27日、20代の元気なうちに引退したかったという本人の希望を汲み、29歳で後楽園ホールにて現役生活を終える。引退試合は関西とのシングルマッチの予定だったが関西が怪我で欠場。8人タッグで勝利を飾り、リング内で仲間たちに胴上げされ選手生活にピリオドを打った。引退の理由としては、ケガや体力の衰えなど明確なものではなく、「やるべきことは全てやったし、もう後輩に教えることもない。」という漠然としたものであった。終生のライバルであった尾崎との戦績は、10勝1分け25敗。引退後も芸能の仕事は継続する。

### 引退後
30歳の時、新宿のホストクラブで7年連続ナンバー1のホストで、自らの店と格闘技ジム、シュートボクセ・アカデミージャパンの代表であった3歳年下の原嶋秀行（2014年現在、病院事務員に転職）と出会い、2005年5月5日、35歳で結婚、7月10日都内で挙式した。
2006年7月25日、緊急帝王切開で長男を出産。
2011年7月21日、次男を出産。不妊治療をして授かった。
尾崎が代表を務めるOZアカデミーに、頻繁にゲストとして呼ばれている他、ニコプロの尾崎・ダイナマイト・関西と共にニコ生にも出演する。
現役時代の付き人に日向あずみがおり、2009年12月27日の日向引退セレモニーにも来場している。
2012年発売の『週刊プロレス（4月4日号）』（ベースボール・マガジン社）で、引退後10年以上経過した女子プロレスラーとしては異例の24ページ、カラーでの特集が組まれる。
2012年4月22日、後楽園ホールで行われたJWP20周年記念大会に来場し、JWP二冠タッグ選手権試合の立会人を務めた。

## エピソード
- 人気が出始めた頃、多忙ゆえ自身の出演するテレビや雑誌を見る時間がなかったため、街で声をかけられても「なぜ自分のことを知ってるんだろう？」という感覚しかなかったという[13]。
- 尾崎は「キューティーはいじめ甲斐があった。弱くて下手だったので、いじめるのには一番の獲物でした。本気で怒る（キューティーの）ファンの反応が面白かった。[22]」と語っている。
- 写真集撮影の直前に、試合で顔を蹴られ腫れ上がってしまった。その際、蹴った側の選手がフロントから｢大事な写真集の撮影の前になんてことするんだ。｣（尾崎談）と叱責されている。そのことが団体内での孤立を深めた一因として挙げられている[2]。
- 元全女のデビル雅美に指導を受けた際、JWPの選手はボディスラムの上げ方がおかしいと指摘された。男子レスラーの指導を受けてきた選手たちと、全女とのプロレス観の違いを示す出来事として挙げている[9]。
- JWPは、全女に存在した三禁（酒、タバコ、男）のような規則に寛容で、鈴木は「巡業先でも結構、飲みに行ってました。」と語っており恋人と交際もしていた。巡業後は、恋人と早く会うべく自費で飛行機や新幹線で帰ることもあり、ギャラがほとんど残らないこともあったという[23]。
- 試合の映像を観た息子から「ママは弱い。」と言われた[24]。
- 鉄平という源氏名でホストとして活躍していた原嶋秀行の店に、5年間通いつめ結婚までこぎつけた[25]。
- 結婚後、夫の趣味であるアニメのフィギュアや世界中の昆虫、恐竜の化石のレプリカ、動物の剥製収集などに頭を悩ませている[25]。

## タイトル歴
- 第11代UWA&JWPジュニア王座（1991年10月10日、ザ・スコルピオンを破って獲得。）ジャパン女子プロレス時代
- 初代JWP認定タッグ王座（1992年8月9日、尾崎とのタッグで獲得、1993年3月21日、関西、デビル組に敗れるまで保持。）以下JWP女子プロレス時代
- 第3代JWP認定タッグ王座（1993年12月2日、尾崎とのタッグで奪還、1994年3月27日、三田英津子、下田美馬組に敗れるまで保持。）
- 第6代JWP認定タッグ王座（1995年3月18日、関西とのタッグで尾崎、福岡組から奪取、12月9日、KAORU、福岡組に敗れるまで保持。）
- 第8代JWP認定タッグ王座（1996年7月7日、関西とのタッグで奪還、11月26日、デビル、福岡組に敗れるまで保持。）
- 第12代JWP認定タッグ王座（1998年6月14日、デビルとのタッグで福岡、日向組から奪取、7月31日、福岡、日向組に敗れ王座から転落。）

## 得意技
ジャンピング・ニー・アタック
若手時代から引退まで使い続けた。
フルネルソン・スープレックス
相手の背後からフルネルソンに捉え、そのまま後方にスープレックスで反り投げてフォールする。藤波辰巳（現：藤波辰爾）が元祖で、そのニックネームからドラゴン・スープレックスとも呼ばれる。
キューティースペシャル
変形ブロックバスター・ホールド。クラッチが女子式ボディスラムと同型である点が通常のブロックバスターと異なる。突進してきた相手へのカウンターとしても用いられる。JWPの後輩である中島安里紗がフィニッシュ・ホールドとして継承した。決まる時と決まらない時の差が激しかったと後に回想している。
ダイビング延髄ニー
コーナーポストから相手の後頭部へ膝を当てる技で、エプロンから場外にいる敵に放つ場合もあった。「試合の流れを変えるために使い始めた」と言っており、付き人の日向あずみに継承された。
魔神風車固め
平田淳嗣（新日本プロレス）の考案した技で、現役当時キューティー以外の使い手はいなかった。中腰の相手の正面から、首を左脇で抱え込み相手の左腕を背中側に折り曲げさせ、その手首を右手でロックしながらブリッジを利かせて後方に投げ、そのまま固めて3カウントを狙う。
フライング・ラリアット（ジャンピング・ラリアット）
若手時代はフィニッシュに多用していた。
ダイビング・フットスタンプ
コーナーポストに登って両足から相手の体に飛び降りる単純明快な技。タッグパートナーと連携で使うことも多かった。「若い子への試練として、よく出してました」と本人は言っている。
卍固め
アントニオ猪木の得意技。自分の右足を相手の左脚に絡める。次に相手を前屈みの状態にし、右腕の下から自分の上半身を出す。そして、相手の首の部分に自分の左足を引っ掛けた状態で、相手の右腕を相手の背中側に直角に曲げ、自らの左腋に抱え込む。「個人的に好きな技、決めてる時の自分のポーズが好き」と言っている。

## 入場テーマ曲
- IT'S MAGIC / マリーン（1990年、CBSソニー）-『ベスト・オブ・マリーン』収録
- FIGHTING GIRL（1992年、センチュリー・レコード）-『POWER OF WOMAN/You-ki』収録
- GUILTY（1994年、バップレコード）-『PURE HEART〜JWP女子プロレステーマ曲集』収録

## メディア

### テレビドラマ
- びんた 第12回（1990年、TBS） - みどり 役
- 私立探偵 濱マイク 第9回（2002年、読売テレビ） - プリティー白崎 役
- NHK子どもパビリオン キッドストリート・リターンマッチ!男の花道（1990年6月22日、NHK） - ミチの姉 役

### 映画
- びんばりハイスクール（1990年8月25日公開、東映クラシックフィルム） - 鈴木由美 役
- 真夏の少年（1991年、野村企画） - 江口洋介と共演
- 必殺!5 黄金の血（1991年、松竹） - 仁王のお松 役
- ワイルド・フラワーズ（2004年4月17日公開、東京テアトル＝ザナドゥー） - 田島博子 役、他、東城えみ、ジャガー横田、藪下めぐみ

### オリジナルビデオ
- 空想科学任侠伝 極道忍者ドス竜（1990年、東北新社） - 猿渡ジュン 役、他、尾崎魔弓
- 時空戦士 魅鬼（1996年、ビームエンターテインメント）横山智佐(主演)、他、尾崎魔弓、福岡晶
- エンジェルファイター風と天使の街（1995年、新東宝、主演）、他、尾崎魔弓、デビル雅美、ダイナマイト関西、福岡晶
- 七人の女（1999年2月28日、銀河映像） - 引退記念作品
- 女囚K 濡れた過去の女たち（2001年、東宝） - K171 ユウ 役(主演)、他、ダイナマイト関西
- ガードレス 復讐の女暗殺者 （2001年9月21日、クリエイティブアクザ） - 片山サキ 役(主演)
- 地獄に散る花 足抜け女郎秘話 （2007年9月7日、アタッカーズ）他、豊田真奈美
- MONSTER COMMANDO Y（1995年、日本ビデオ販売） - 『時空戦士 魅鬼』の本人のみの戦闘シーンの拡大バージョン
- COLD MOON （2008年10月7日、アタッカーズ） - 陽子 役、他、納見佳容(主演)、尾崎魔弓
- バトルガール Tokyo Crisis Wars（1991年、大映ビデオ） - K子 役(主演)、他、神取忍、デビル雅美、ミスA、イーグル沢井[26]

### テレビバラエティ番組
- 天才・たけしの元気が出るテレビ!!（1989年3月19日、日本テレビ）
- 佐々木信也のスポーツメイト（1989年7月16日、テレビ東京）
- エンドレスナイト（1989年7月22日、関西テレビ）-『泣かないで』を歌う。
- クイズダービー（1989年7月、TBS）- 風間ルミとのペアで出演
- 新春とんねるずスペシャル ねるとん紅鯨団（1990年1月4日、フジテレビ）
- アイドル共和国（1990年7月7日、朝日放送） -『大人になりたい』を歌う
- ミッドナイトジャーナル（NHK）
- SOUND ROOF（1991年3月29日、日本テレビ）-『おとめの反乱』を歌う
- 中島らもの噂の新年会（1991年、朝日放送）
- 吉村明宏のクイズランチ（1992年3月19日、TBS）- 父と共演
- ファイト!（1992年12月5日、NHK教育テレビジョン）
- ライオンのごきげんよう（1992年、1999年、フジテレビ）
- ラスタとんねるず'94（1994年、フジテレビ）- 井上貴子との雲梯対決で勝利
- ザ・ワイド（1994年、日本テレビ）
- リングの魂（テレビ朝日）- 南原清隆による寝起きドッキリ
- トゥナイト2（1999年、テレビ朝日）- 引退特集
- LIVE ON TV 原石（2000年5月8日、テレビ東京）- インディーズバンドの演奏の審査員
- クイズ$ミリオネア 2000年・秋のスポーツ選手スペシャル（2000年11月23日、フジテレビ）
- SASUKE2003 秋最強の女性No1決定戦 KUNOICHI（2003年9月24日、TBS）
- スパモク!! 女の波瀾万丈人生SP 私たちは輝いていた〜栄光からの第二の人生〜（2010年6月3日、TBS）
- 開運!なんでも鑑定団（2010年6月29日、テレビ東京）- 第9回スポーツグッズ鑑定大会に一般応募から参加
- 新婚さんいらっしゃい!（2011年3月20日、朝日放送）- 夫の原嶋秀行と一緒に一般人として参加。「LOVEキャッチ」で現金30万円を獲得。
- クイズタレント名鑑（2012年1月29日、TBS） - 逃走中の元有名人役
- 中居正広の怪しい噂の集まる図書館（2012年5月29日、テレビ朝日）- 人気女子プロレスラーの誰の息子かを当てるクイズ
- 1番ソングSHOW（2012年8月1日、日本テレビ）
- お願い!ランキング GOLD 2時間スペシャル（2013年11月23日、テレビ朝日）
- 私の何がイケないの?（2013年11月25日、TBS）
- 芸能人今でもスゴい！懐かしの100人すべて見せます生放送スペシャル!（2014年1月7日、フジテレビ）
- 解決!ナイナイアンサー（2014年7月29日、日本テレビ）- 1ヶ月間のダイエットに挑戦
- 誰だって波瀾爆笑（2014年10月19日、日本テレビ）- 長男といっしょに出演
- 爆報! THE フライデー（2016年7月22日、TBS）
- おっぱいチェック体操（2018年10月 - （不定期放送中）、女性チャンネル♪LaLa TV・ムービープラス・チャンネル銀河） - 3チャンネル共同企画番組。乳がん啓発運動指導士の岡橋優子監修のもとセルフチェックを促す体操を紹介。共演は尾崎魔弓[27][28]
- クイズ!脳ベルSHOW（2021年6月8日、BSフジ） - 女子プロレスラー大会で出演

他

### ラジオ番組
- 私がラジオスター（文化放送）
- 品川近視クリニックpresentsプレラジ（2010年、ラジオ日本）

### アニメ
- 冒険!イクサー3（1990年、ポリドール）- イクサー3役

### ドラマCD
- 冒険!イクサー3 おまたせ、誕生！イクサー3（1990年、ポリドール）- イクサー3役
- 冒険!イクサー3 御意見無用！ネオス四天王の逆襲!!（1991年、ポリドール）- イクサー3役

### CM
- でんでんタウン（1992年3月）
- コーエークレジット（1995年6月）
- ミスタードーナツ - ブル中野、アジャ・コングとの共演
- アンシェーヌ 除毛フォーム（レピアス）
- パワーステーション（デンヨー）
- るすてる（タカコム）
- 高須クリニック（2007年）-『週刊女性』の企画としてアンチエイジングに挑戦

### ゲーム
- キューティー鈴木のリングサイドエンジェル（1990年12月12日、アスミック）-メガドライブ用
- キューティー鈴木の一緒にしようよCOMBO AV（キョーワインターナショナル）アーケードゲーム基板用コントロールボックス付属解説ビデオ
- ファイプロ女子 憧夢超女大戦 全女vsJWP（1995年2月3日、スパイク・チュンソフト）- JWP、全女のレスラー多数協力

## 歌
シングル
| 発売日        | 1/2 | タイトル             | 作詞家     | 作曲家     | 編曲家     | レーベル   | レコード番号 | 備考                                 |
| ------------- | --- | -------------------- | ---------- | ---------- | ---------- | ---------- | ------------ | ------------------------------------ |
| 1989年7月1日  | 1   | 泣かないで           | 天野滋     | 天野滋     | 岩本正樹   | ポリドール | H00P-20339   | マキシシングル                       |
|               | 2   | Good－byeシンデレラ  | 暮湖遊     | 山梨鐐平   | 岩本正樹   |            |              |                                      |
| 1990年6月25日 | 1   | 大人になりたい       | 山梨鐐平   | 山梨鐐平   | 岩本正樹   | ポリドール | PODH-1012    | OVA「冒険！イクサー3」イメージソング |
|               | 2   | 日曜日がまちどおしい | 山梨鐐平   | 山梨鐐平   | 岩本正樹   |            |              |                                      |
| 1991年4月1日  | 1   | おとめの反乱         | 宝野アリカ | 片倉三起也 | 片倉三起也 | ポリドール | PODH-1035    | 日本テレビ「ギグギャグゲリラ」挿入歌 |
|               | 2   | 恋の唐獅子牡丹       | 宝野アリカ | 片倉三起也 | 片倉三起也 |            |              |                                      |

アルバム
| 発売日        | 1/2 | タイトル                 | 作詞家     | 作曲家     | 編曲家     | レーベル   | レコード番号 | 備考     |
| ------------- | --- | ------------------------ | ---------- | ---------- | ---------- | ---------- | ------------ | -------- |
| 1991年4月25日 |     | キューティー・スペシャル |            |            |            | ポリドール | POCH-1081    |          |
|               | 1   | おとめの反乱             | 宝野アリカ | 片倉三起也 | 片倉三起也 | ポリドール | POCH-1081    |          |
|               | 2   | ベビーフェイスは桃色仮面 | 宝野アリカ | 片倉三起也 | 片倉三起也 | ポリドール | POCH-1081    |          |
|               | 3   | Good－byeシンデレラ      | 暮湖遊     | 山梨鐐平   | 岩本正樹   | ポリドール | POCH-1081    |          |
|               | 4   | 大人になりたい           | 山梨鐐平   | 山梨鐐平   | 岩本正樹   | ポリドール | POCH-1081    |          |
|               | 5   | BIGINNING                | 水野昌平   | 山梨鐐平   | 岩本正樹   | ポリドール | POCH-1081    |          |
|               | 6   | 泣かないで               | 天野滋     | 天野滋     | 岩本正樹   | ポリドール | POCH-1081    |          |
|               | 7   | 日曜日がまちどおしい     | 山梨鐐平   | 山梨鐐平   | 岩本正樹   | ポリドール | POCH-1081    |          |
|               | 8   | 雪の断章                 | 水野昌平   | 山梨鐐平   | 岩本正樹   | ポリドール | POCH-1081    |          |
|               | 9   | 湾岸ラブストーリー       | 鈴木由美   | 山梨鐐平   | 岩本正樹   | ポリドール | POCH-1081    | 本人作詞 |
|               | 10  | 恋の唐獅子牡丹           | 宝野アリカ | 片倉三起也 | 片倉三起也 | ポリドール | POCH-1081    |          |

## 出版

### 著書
- 青春に負けないで!!（1991年、リム出版）
- キューティー鈴木 リングの妖精（1996年、TOKYO FM出版）

### 写真集
- ジャンピングINエルニド（1989年、ビッグマン）
- CUTY（1989年、ペップ出版）
- Borderless（1990年、近代映画社）
- 赤い糸（1992年、サン出版）- 尾崎魔弓との共演
- キューティ マニア（1996年、ビクターブックス）
- キューティ マニア2（1997年、ビクターブックス）
- CUTE（1994年、スコラ）
- CUTE2（1995年、スコラ）
- Cute Tale（1998年、スコラ）
- ガードレス（2000年、竹書房）
- セカンド・ミッション|ガードレス（2001年、竹書房）
- Cute Days 1989-2000（2000年、ワニブックス）
- ULTIMATE（2002年、双葉社）
- 艶恋物語（2004年、竹書房）

## イメージビデオ DVD
- ジャンピング in エルニド（1989年 パワースポーツ）他、大仁田厚
- キューティー革命 cuty revolution（1990年、JVD）- 友情出演、プラム麻里子
- キューティー・ファイト!（徳間ジャパン）
- キューティ・タイフーン（1990年、大陸書房）
- Shooting Vacance（1990年、天田印刷加工）
- FOUL PLAY（1990年、天田印刷加工）- 友情出演、プラム麻里子
- キューティー鈴木 尾崎魔弓（1993年、スコラ）
- Another Splendor（1994年、バップビデオ）- 井上貴子と共演
- 女子プロレスの素顔 キューティー鈴木（1994年、JVD）他、ダイナマイト関西、福岡晶、プラム麻里子、キャンディー奥津、デビル雅美、尾崎魔弓
- Cuty Suzuki（1995年、スコラ）
- キューティー・マニア 10th ANNIVERSARY（1996年、日本ビクター）
- DREAMING キューティー鈴木10年の軌跡（1997年、テイチクエンタテインメント）
- ラブ・フォール Vol.1（1998年、スコラ）
- ガードレス(Guardless)（2000年、日本コロムビア）
- セカンド・ミッション|ガードレス（2001年、徳間ジャパンコミュニケーションズ）
- Body Voltage（2002年、アットマーク）
- 艶恋物語（2004年、竹書房）
- Double Face（2005年12月7日、アタッカーズ）
- 女子プロレスの技は本当に痛いのか徹底検証! （2009年8月19日、rookie）
- 武藤敬司の男の鍛(つく)り方 初公開!!これがレスラーズ・トレーニングだ。（ARIGATO）
- スーパーモモコ シュープリームアイドル特集（パワースポーツ）他、杉浦幸、大西結花、島崎路子、かわいさとみ、本田理沙、桜井幸子

## 試合ビデオ DVD
- CUTY SUZUKI 10th ANNIVERSARY キューティ鈴木 リング・ヒストリー（1996年、ビクターエンタテインメント）
- CUTY MANIA（2013年、クエスト）
- CUTY MANIA 2（2014年、クエスト）
- CUTY MANIA 3（2015年6月20日、クエスト）